# Lista de municípios da Região Metropolitana da Grande Vitória

Situação da Região Metropolitana da Grande Vitória no estado do Espírito Santo.

Os sete municípios da Região Metropolitana da Grande Vitória são as subdivisões oficiais da Região Metropolitana da Grande Vitória ou RMGV. A RMGV, criada pela lei complementar estadual do Espírito Santo nº 58, de 21 de fevereiro de 1995, possui uma área de 1 968 km² e uma população de 1 685 384 habitantes. A maioria dos municípios da região (seis) integrava, conforme a antiga regionalização do IBGE, a mesorregião Central Espírito-Santense, sendo que cinco deles estavam na microrregião de Vitória. Apenas Fundão, integrado à RMGV pela lei complementar nº 204, de 20 de junho de 2001, fazia parte da microrregião de Linhares, na mesorregião Litoral Norte Espírito-Santense.
A sede dessa região é Vitória, que possui o maior PIB bruto, o maior PIB per capita e o maior IDH, além de ser o mais densamente povoado, porém ocupando a menor área. Outros municípios importantes, vizinhos de Vitória, são a Serra, detentora da maior área e dos segundos maiores índices em população, PIB bruto e per capita; Vila Velha, município mais populoso, com pior distribuição de renda e com os segundos maiores índices de densidade populacional e IDH; e Cariacica, terceiro colocado em área, população e densidade demográfica.
Nos extremos latitudinais da região estão Guarapari, ao sul, com o menor PIB per capita, e Fundão, ao norte, menos populoso e povoado, porém com o maior crescimento populacional do estado e com terceiro maior PIB per capita, devido à exploração de petróleo. Completa a região o município de Viana, com menor coeficiente de Gini, mas menor índice de desenvolvimento humano.

## Municípios
| Município      | Área      | População (2010) | Densidade demográfica | PIB (2008) | PIB per capita (2008) | IDH-M (2000) | Coeficiente de Gini (2003) |
| -------------- | --------- | ---------------- | --------------------- | ---------- | --------------------- | ------------ | -------------------------- |
| Cariacica      | 279,975   | 348 933          | 1246,30               | 3 552 563  | 9 806,21              | 0,750 médio  | 0,43                       |
| Fundão         | 279,648   | 17 028           | 60,89                 | 280 537    | 17 397,67             | 0,752 médio  | 0,42                       |
| Guarapari      | 592,20    | 105 227          | 435,74                | 827 243    | 8 022,69              | 0,789 médio  | 0,46                       |
| Serra          | 553,254   | 409 324          | 739,84                | 11 640 836 | 29 305,32             | 0,761 médio  | 0,44                       |
| Viana          | 311,608   | 64 999           | 208,59                | 876 102    | 14 555,37             | 0,737 médio  | 0,39                       |
| Vila Velha     | 208,820   | 414 420          | 1984,58               | 5 336 306  | 13 092,69             | 0,817 alto   | 0,48                       |
| Vitória        | 93,381    | 325 453          | 3485,22               | 22 694 461 | 71 407,32             | 0,856 alto   | 0,47                       |
| Total ou média | 1 968,176 | 1 685 384        | 856,32                | 45 208 048 | 27 162,95             | 0,798 médio  |                            |

## Galeria

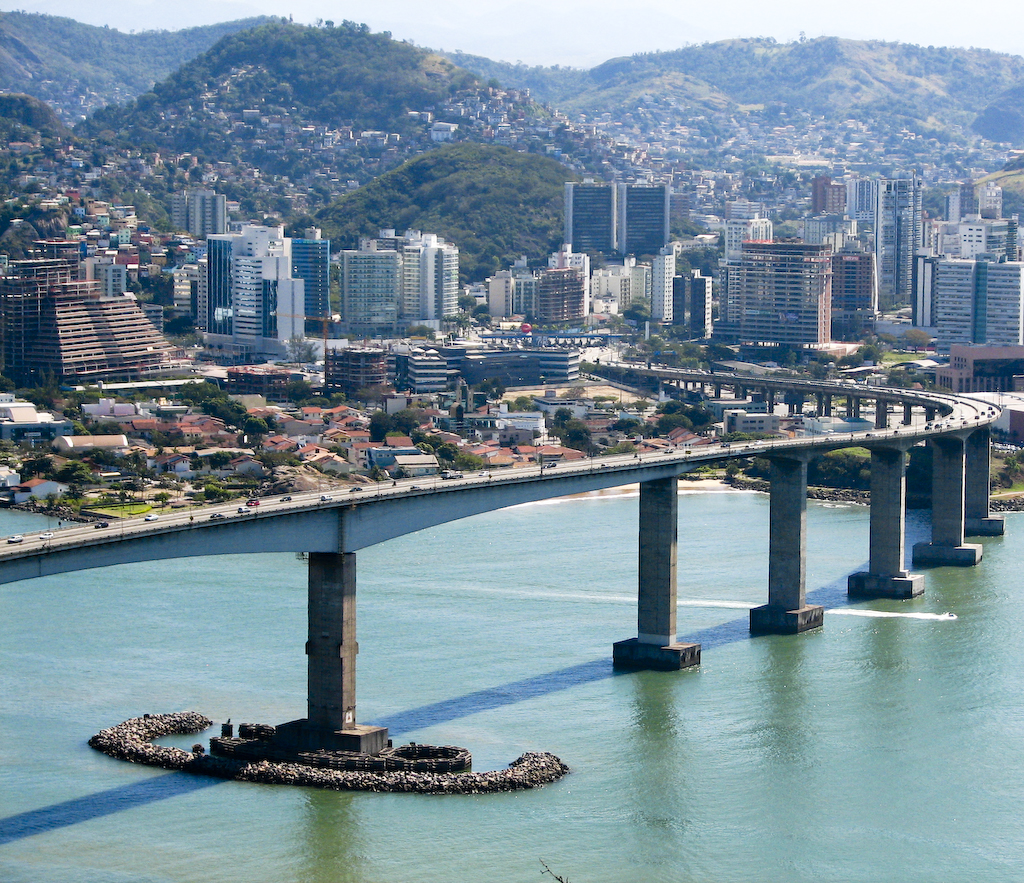
Terceira Ponte, entre Vitória e Vila Velha
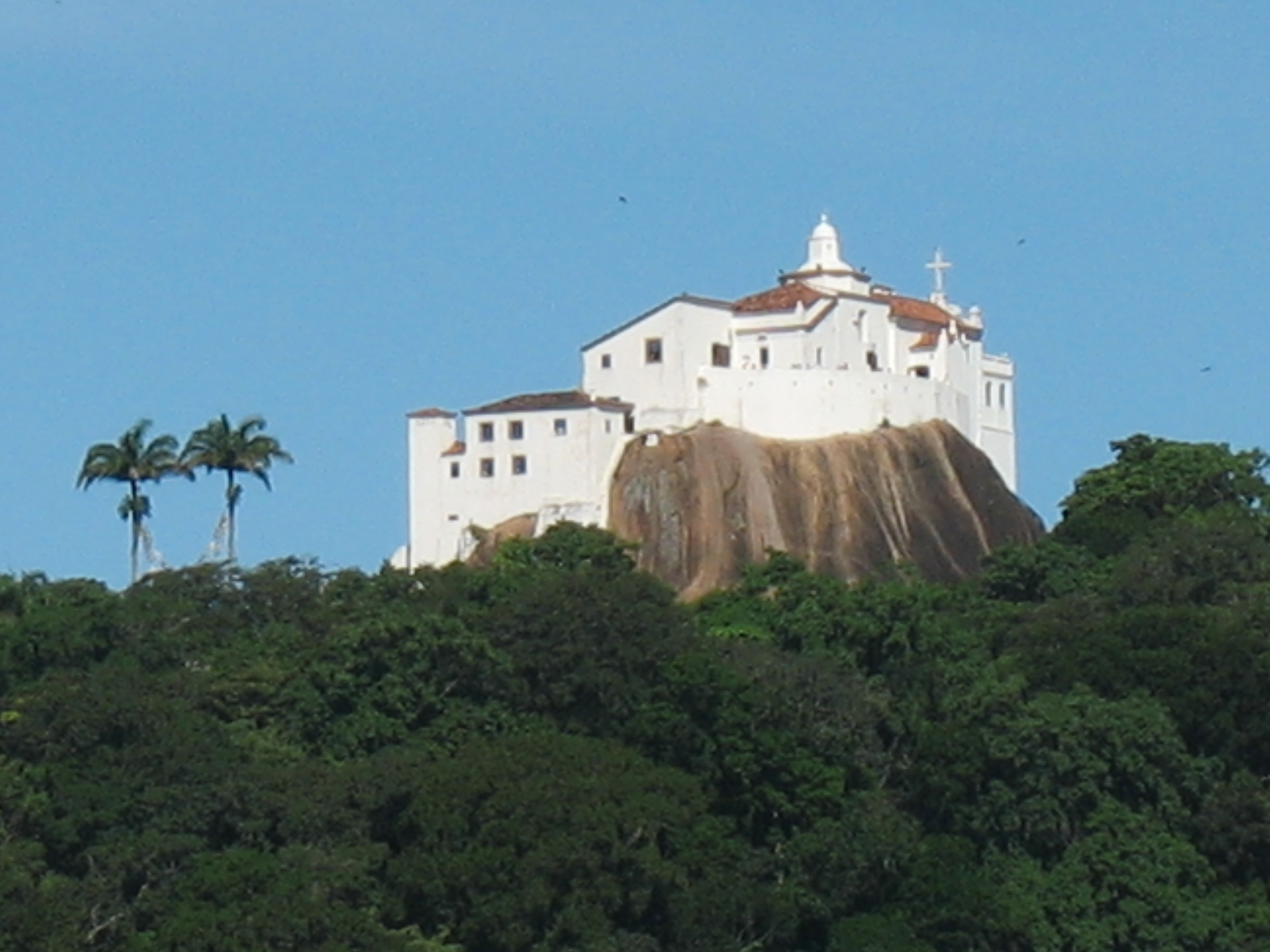
Convento da Penha, em Vila Velha
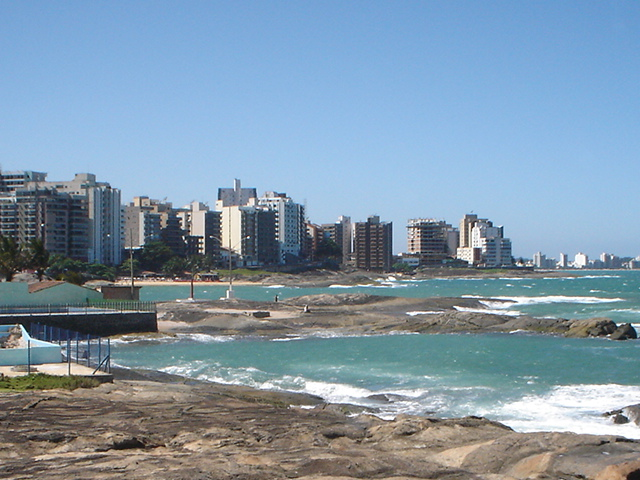
Guarapari
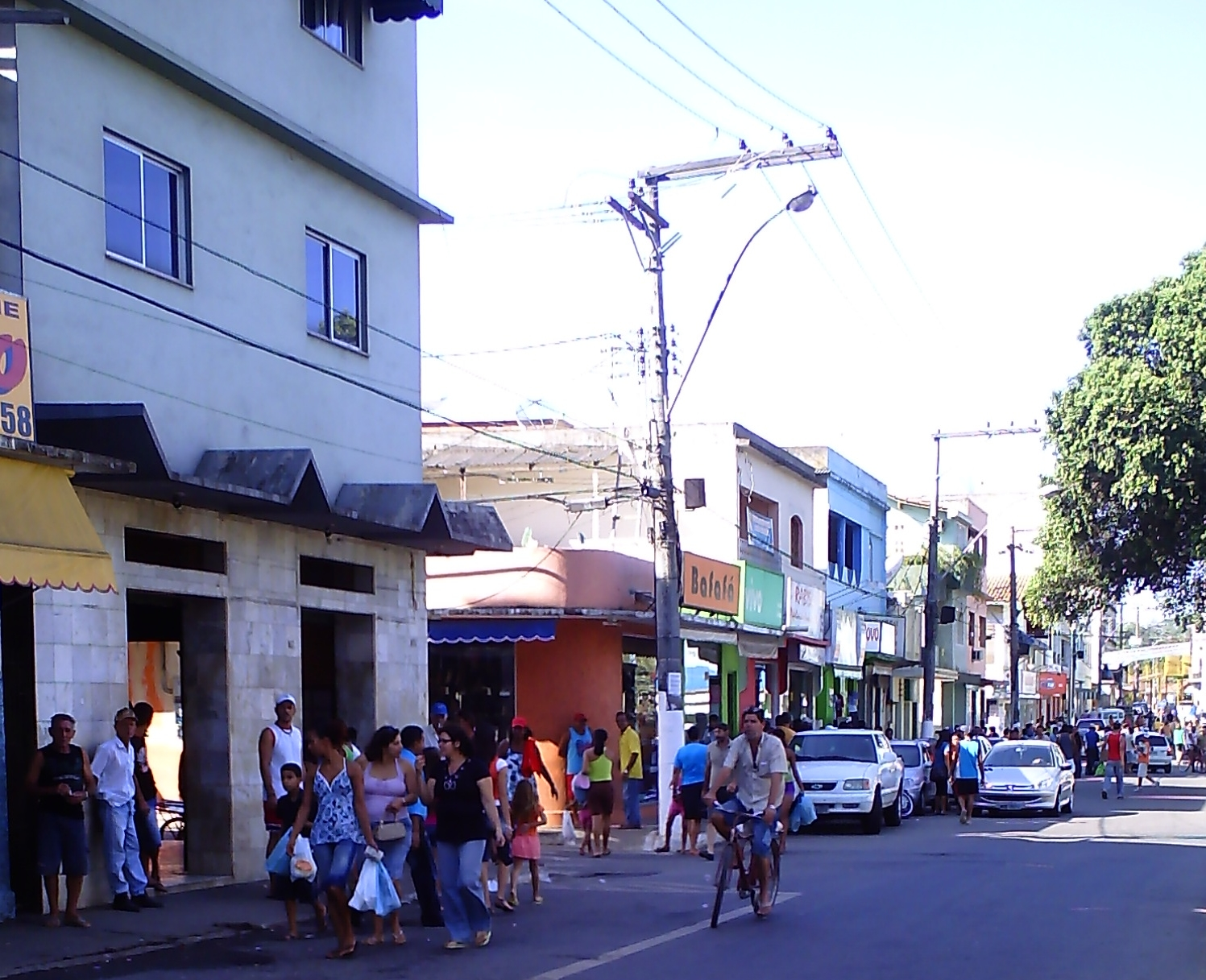
Fundão